# Gervais, Oregon
Gervais, Oregon (енгл. Gervais) град је у америчкој савезној држави Орегон.

## Демографија
По попису из 2010. године број становника је 2.464, што је 455 (22,6%) становника више него 2000. године.
| Група             | 2000.         | 2010.         |
| Белци             | 635 (31,6%)   | 715 (29,0%)   |
| Афроамериканци    | 7 (0,3%)      | 14 (0,6%)     |
| Азијати           | 6 (0,3%)      | 22 (0,9%)     |
| Хиспаноамериканци | 1.310 (65,2%) | 1.653 (67,1%) |
| Укупно            | 2.009         | 2.464         |